# Lyu Yang
Lyu Yang (en chino: 吕扬; Luohe, 26 de noviembre de 1993) es una deportista china que compite en remo.
Participó en dos Juegos Olímpicos de Verano, en los años 2016 y 2020, obteniendo una medalla de oro en Tokio 2020, en la prueba de cuatro scull.
Ganó cuatro medallas en el Campeonato Mundial de Remo entre los años 2014 y 2023. Además, obtuvo una medalla de plata en el Campeonato Mundial de Remo en Sala de 2022.

## Palmarés internacional
| Juegos Olímpicos   | Juegos Olímpicos         | Juegos Olímpicos  | Juegos Olímpicos |
| Año                | Lugar                    | Medalla           | Prueba           |
| ------------------ | ------------------------ | ----------------- | ---------------- |
| 2020               | Tokio (Japón)            | Medalla de oro    | Cuatro scull     |
| Campeonato Mundial |                          |                   |                  |
| Año                | Lugar                    | Medalla           | Prueba           |
| 2014               | Ámsterdam (Países Bajos) | Medalla de plata  | Cuatro scull     |
| 2019               | Ottensheim (Austria)     | Medalla de oro    | Cuatro scull     |
| 2022               | Račice (República Checa) | Medalla de oro    | Cuatro scull     |
| 2023               | Belgrado (Serbia)        | Medalla de bronce | Cuatro scull     |

| Campeonato Mundial | Campeonato Mundial | Campeonato Mundial | Campeonato Mundial |
| Año                | Lugar              | Medalla            | Prueba             |
| ------------------ | ------------------ | ------------------ | ------------------ |
| 2022               | Sede virtual       | Medalla de plata   | 2000 m             |